# بقعة قاتمة وبقعة ذباب

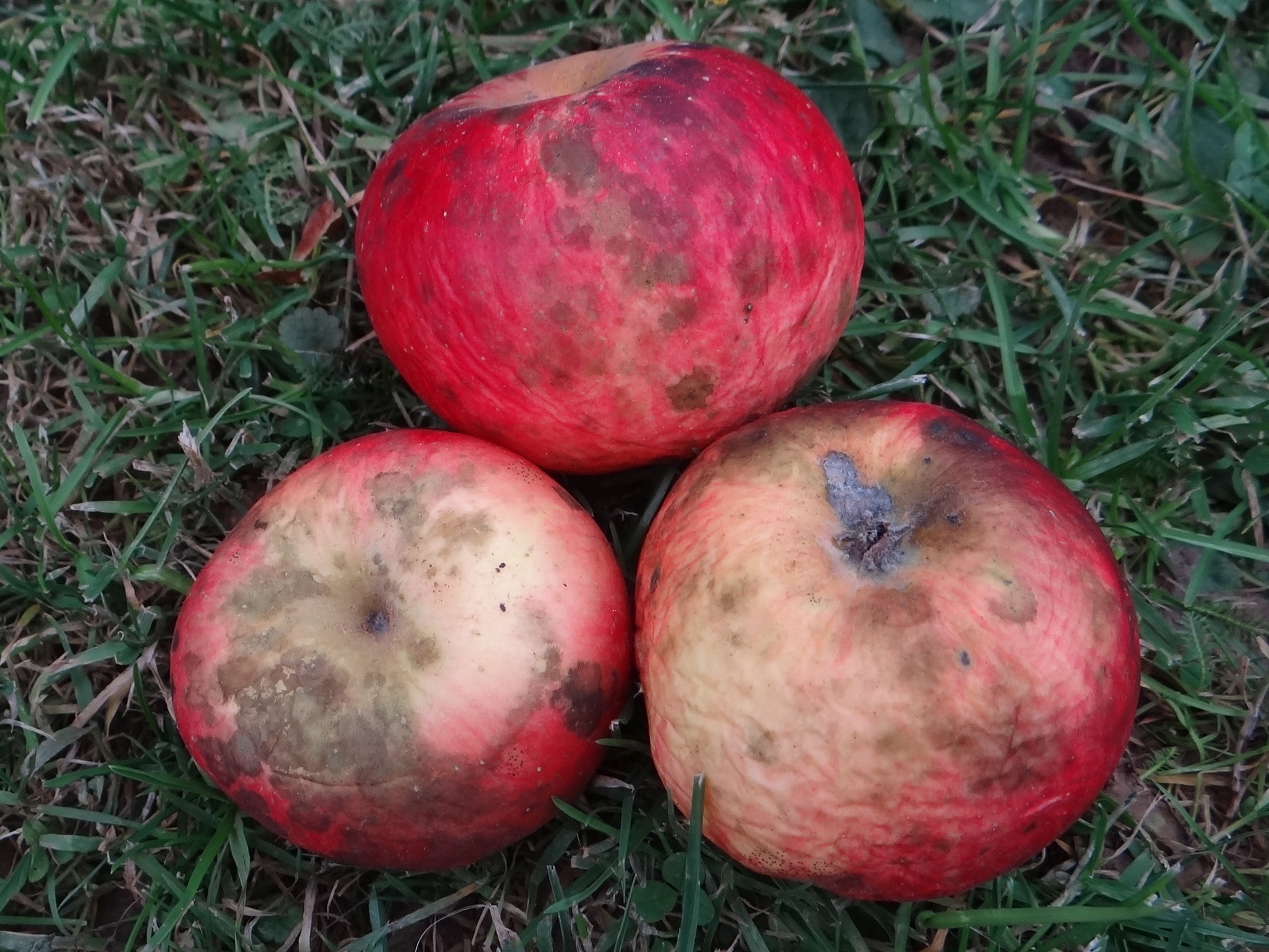

البقعة القاتمة وبقعة الذباب (Sooty blotch and flyspeck) (SBFS) هي عبارة عن مرض تسببه مجموعة من الفِطريات الرمّامة التي تستوطن الطبقة الشمعية السطحية للتفاح (مالوس (Malus) إكس دوميستيكا (domestica) بورخ (Borkh)). وقد انتشر هذا المرض في جميع أنحاء العالم في المناطق ذات مواسم النمو الرطبة. وبالإضافة إلى وجودها في التفاح، توجد الفطريات المسببة للبقعة القاتمة وبقعة الذباب في محاصيل مُضيفة أُخرى بما في ذلك الإِجاص (pear) وفاكهة الكاكي (persimmon) والموز والبابايا (papaya) فضلاً عن العديد من الأشجار الأخرى المزروعة ومحاصيل النباتات المتسلقة. كما تنمو الفطريات المسببة للبقعة القاتمة وبقعة الذباب على أسطح الجذور والأغصان الصغيرة والأوراق وثمرة العديد من النباتات البريّة. وتحدث الخسائر الاقتصادية الكبيرة بمرور الوقت خلال موسم النمو حيث تصبح الخيوط الفطرية (hyphae) والثمار البوغية (fruiting bodies) والبِني الناجية من هذه الفطريات ذات لون أسود وتبدو كبُقع ولُطَخ مُنْصَبِغَة قاتمة . جدير بالذكر أن العلامات المرئية لمستعمرات البقعة القاتمة وبقعة الذباب الموجودة على سطح الفاكهة ينتج عنها هبوط الفاكهة من درجة الفواكه الطازجة الفاخرة إلى الفواكه المستخدمة في التصنيع.